# Lestrimelitta spinosa
Lestrimelitta spinosa is een vliesvleugelig insect uit de familie bijen en hommels (Apidae). De wetenschappelijke naam van de soort is voor het eerst geldig gepubliceerd in 2006 door Marchi & Melo.